# Dyspteris abortivaria
Dyspteris abortivaria är en fjärilsart som beskrevs av Herrich-Schäffer 1858. Dyspteris abortivaria ingår i släktet Dyspteris och familjen mätare. Inga underarter finns listade i Catalogue of Life.